# Ballucus obtusus
Ballucus obtusus är en skalbaggsart som beskrevs av Leconte 1878. Ballucus obtusus ingår i släktet Ballucus och familjen Aphodiidae. Inga underarter finns listade.